# Rico Kubat
Rico Kubat (* 19. September 1971) ist ein ehemaliger deutscher Boxer. 

## Amateurkarriere
Rico Kubat boxte beim DDR-Oberligisten SC Cottbus und wurde von Dietmar Schnieber und Günter Debert trainiert. Nach der Wende trainierte er beim TSV Bayer 04 Leverkusen, zudem boxte er für den BC Gelsenkirchen/Erle in der 1. Bundesliga. Sein größter Erfolg im Nachwuchsbereich war der Gewinn der Silbermedaille im Halbfliegengewicht bei der Junioren-Weltmeisterschaft 1989 in Bayamón, nachdem er erst im Finale gegen den späteren Weltmeister und Olympiasieger Daniel Petrow unterlegen war.
1988 wurde er mit einem Finalsieg gegen Mario Loch DDR-Meister im Halbfliegengewicht und 1989 mit einem finalen Sieg gegen Myrko Schade auch DDR-Meister im Fliegengewicht.
1990 wurde sein erfolgreichstes Jahr; er gewann das Challenge Match in West-Berlin mit einem Sieg gegen den kubanischen Weltmeister Pedro Reyes und schlug im Fliegengewichts-Finalkampf des Weltcups in Dublin den späteren Weltmeister und Olympiasieger István Kovács. Zudem gelang ihm in einem Länderkampf gegen eine nordamerikanische Auswahl ein Sieg gegen den späteren olympischen Silbermedaillengewinner Raúl González und der Sieg beim Chemiepokal in Halle (Saale), wobei er im Finale den späteren olympischen Bronzemedaillengewinner Li Gwang-sik schlagen konnte.
Trotz seiner Erfolge wurde in seiner Gewichtsklasse jedoch der Vize-Europameister Mario Loch für die Olympischen Spiele 1992 in Barcelona nominiert, nachdem er gegen diesen im Finale des Chemiepokals mit 3:13 nach Punkten verloren hatte.
Bei den nach den Olympischen Spielen ausgetragenen Deutschen Meisterschaften 1992 wurde er Deutscher Meister im Bantamgewicht und siegte dabei im Finale durch Knockout gegen Dieter Berg, welcher in der Gewichtsklasse an den Olympischen Spielen teilgenommen hatte.
Sein letzter Erfolg war der Gewinn der Silbermedaille im Fliegengewicht bei der Europameisterschaft 1993 in Bursa. Unter anderem mit einem Sieg gegen den späteren Weltmeister George Olteanu war er bis in das Finale eingezogen, wo er gegen Rövşən Hüseynov unterlag, welcher 1994 auch noch Weltcupsieger werden konnte.